# Vasilij Abajev
Vasilij Abajev, osetinski jezikoslovec in folklorist, * 1900, † 2001.
Napisal je temeljna dela osetinščine (dialektologija, akcentologija, etimologija). Vrh njegove dejavnosti je delo Zgodovinsko-etimološki slovar osetinskega jezika v štirih zvezkih, ki je izšel v letih 1958-89. V njem je rekonstruirana dolga zgodovina jezika, ki nima starih pismenih spomenikov. Pri delu se je opiral tudi na lastne folkloristične in etnografske raziskave, kot je Ep o nartih.